# メガネクロハギ
メガネクロハギ （学名：Acanthurus nigricans、英名：Whitecheek surgeonfish）は、スズキ目ニザダイ亜目ニザダイ科に属する魚。

## 分布
太平洋から東部インド洋に広く分布する。日本では南日本の太平洋沿岸、伊豆諸島、小笠原諸島、琉球列島などに生息する。

## 生態
体長は15cm程度。臀びれと尾びれに黄色のラインが入る。ナミダクロハギと似ているが、臀びれのラインが尾びれの付け根で途切れていることで判別できる。水深2m～67mのサンゴ礁に複数匹で泳ぎ、藻類を食べる。かつてはメガネハギと呼ばれていたが、モンガラカワハギ科に同名の魚がいたため、現在の和名に変更された。

## 利用
熱帯地方では食用として利用されるほか、観賞魚として利用される。